# ピート・ラッツォ
ピート・ラッツォ（Pete Latzo、1902年8月1日 - 1968年7月7日）は、1920年代に活躍したプロボクサー。元世界ウェルター級チャンピオン。アメリカ合衆国ペンシルベニア州出身。
スラブ系。タフなインファイター。

## 来歴
1919年デビュー。
1926年5月20日、“トイ・ブルドッグ”名王者ミッキー・ウォーカーを判定で破る大番狂わせで世界ウェルター級王者となる。
2度の防衛成功後、1927年6月3日、ジョー・ダンディーに判定で敗れ王座を去った。その後は階級を上げたが、世界タイトルには縁がなかった。

## 通算戦績
64勝（25KO）31敗52無判定1無効